# Газометри, Виена
Газометри са наречени 4 резервоара за коксов газ във Виена, Австрия, преустроени в квартал от сгради с жилищно и бизнес предназначение.

## Резервоари за газ
Построени са между 1896 и 1899 в района Симеринг във Виена. Контейнерите са използвани за снабдяване на Виена с коксов газ, който преди това е бил доставян от английската фирма Inter Continental Gas Association (ICGA).
Представляват 4 цилиндрични газови резервоара, обемът на всеки от които е 90 000 м³. Всеки от газометрите е висок 70 метра и е с диаметър 60 метра.
Коксовият газ, съхраняван в резервоарите, е бил предназначен за градската газова мрежа. Битовият газ първо е бил използван само в уличното осветление, но в 1910 е въведено и използването му за готвене и отопление на частни домове.
Газометрите са извадени от експлоатация през 1984 поради навлизането на новите технологии в конструкцията на газометри, както и преминаването на града от коксов газ към природен газ. Газът може да бъде съхраняван под земята или в модерни сфери под високо налягане при далеч по-малък обем от сравнително големите газометри.
След изваждането им от експлоатация те са използвани за различни цели, включително и за декор на филма „Джеймс Бонд – живи дневни светлини“ и за провеждане на рейв-партита.

## Преустройство
През 1978 газометрите са обявени за защитени исторически паметници. Кметството на Виена предприема мерки за съживяването им и през 1995 обявява конкурс за търсене на идеи за използване на структурите. Една от отхвърлените идеи е планът на Манфред Ведорн да се използват газометрите за хотели за планираното Световно изложение във Виена и Будапеща.
Избраните проекти на архитектите Жан Нувел (газометър A), Волф Прикс (газометър B), Манфред Ведорн (газометър C) и Вилхелм Холцбауер (газометър D) са завършени между 1999 и 2001. Всеки газометър е разделен на няколко зони – за живеене (горната част), за работа (офиси на средните етажи) и забавления и пазаруване (молове на долните етажи). Нивата за пазаруване на всеки газометър са свързани със съседните чрез мостове.
Историческите екстериорни стени са запазени. По време на реконструкцията всичко от вътрешността е премахнато и са оставени само тухлените фасади и части от покривите. На 30 октомври 2001 кметът участва в официалното откриване на газометрите, но жителите започват да се нанасят още през май 2001.

## Съвременният живот
Газометрите са развили своеобразен характер на селище и са като град в града. Развило се е чувство на истинска общност и са се обособили както голяма физическа общност на живущите, така и виртуална интернет общност. Множество тези и дисертации на тема психология, градоустройство, журнализъм и архитектура са били написани за този феномен.
Съоръженията включват концертна зала с капацитет 2000 – 3000 души, кино, студентско общежитие, общински архив и други. Има 800 апартамента (две трети от които в рамките на историческите тухлени стени) с 1600 постоянно живущи, както и 70 студентски апартамента, населявани от 250 студента.